# MÁV Gépjavító üzem
A MÁV Gépjavító üzem egy vasúti vállalat Budapest XIV. kerületében.

## Története
A vállalatot 1931-ben alapították. Helye a Rákosrendező–Vasúttörténeti Park-vasútvonal, Rákosrendező vasútállomás és a Tahi utca által bezárt háromszög.
Elsősorban vasúti pályaépítő és pályafenntartó gépek javítására fejlesztették ki, de az üzem foglalkozott ilyen gépek (pl. univerzális darus járművek, tehervágánygépkocsik), számos egyéb vasúti berendezés megépítésével is. Itt gyártották a MÁV vonalakon széles körben használt TVG és UDJ típusú járműveket is.
A létesítménybe természetéből adódóan iparvágányok vezettek Rákosrendező vasútállomás irányából, a telepen belül pedig komoly (műhelyépületekbe is vezető) vágányhálózatot építettek ki. A létesítmény a 2000-es évek elejéig használta a vasúti kapcsolatot, ezt követően azt benőtte a növényzet. 2017-ben hivatalosan is kizárták a vasúti forgalomból az üzem iparvágányait. 
A telephely azonban nem szűnt meg, napjainkban is működik, kisebb vállalatok használják azt. Közúti kapcsolata a Tahi utca felé van.

## Képtár

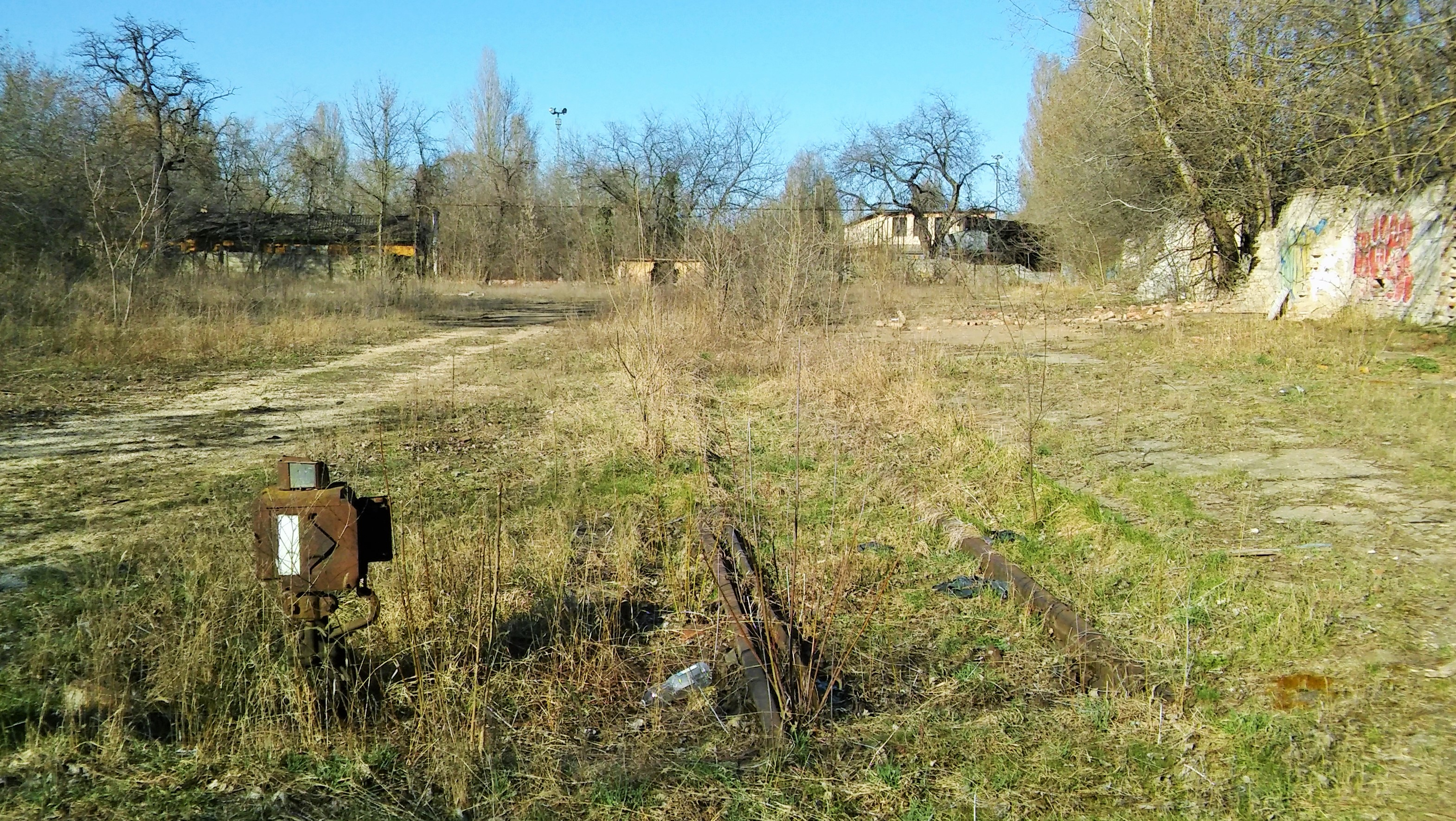
A telephelyre vezető iparvágányok
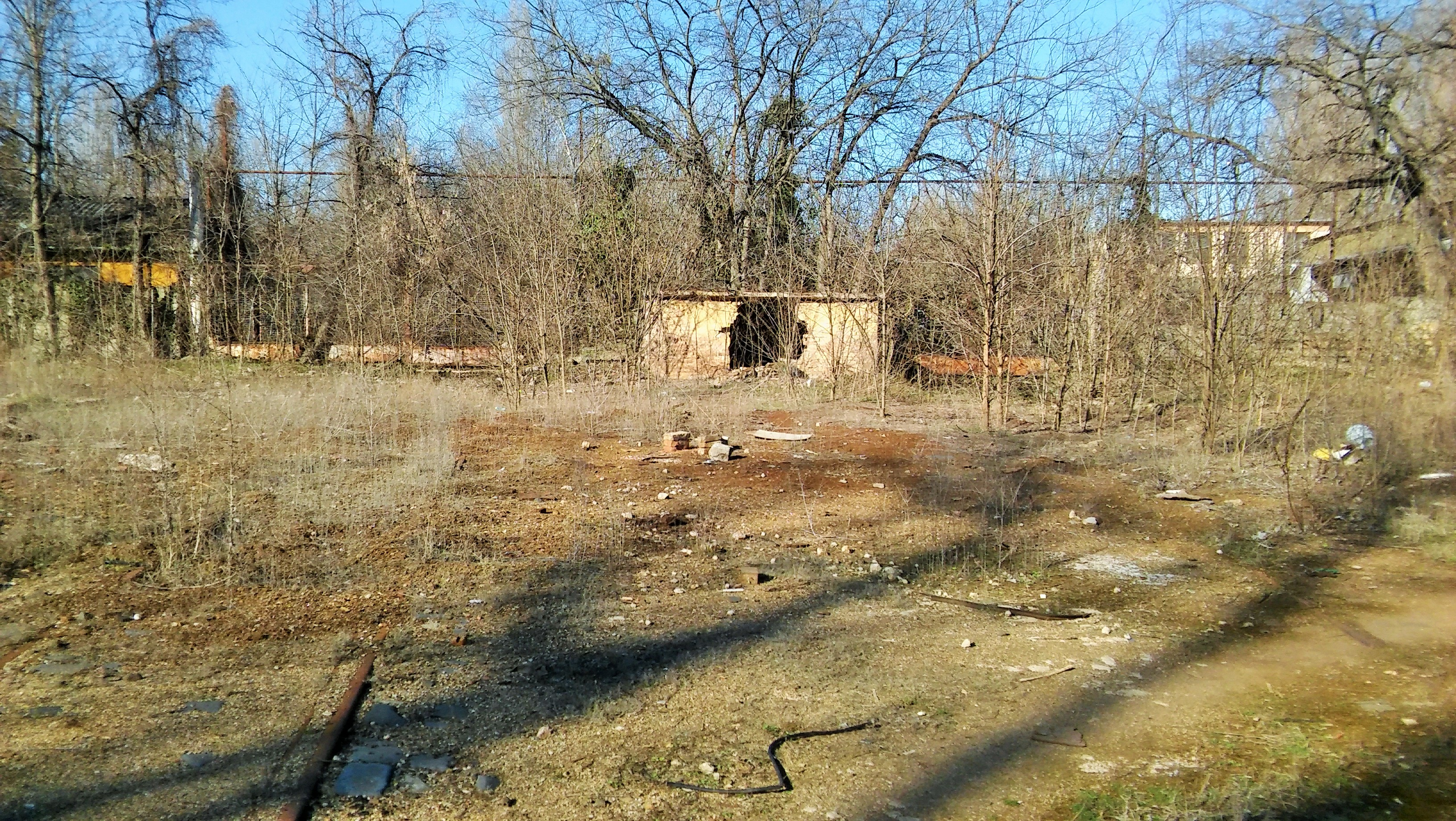
A telephelyre vezető iparvágányok
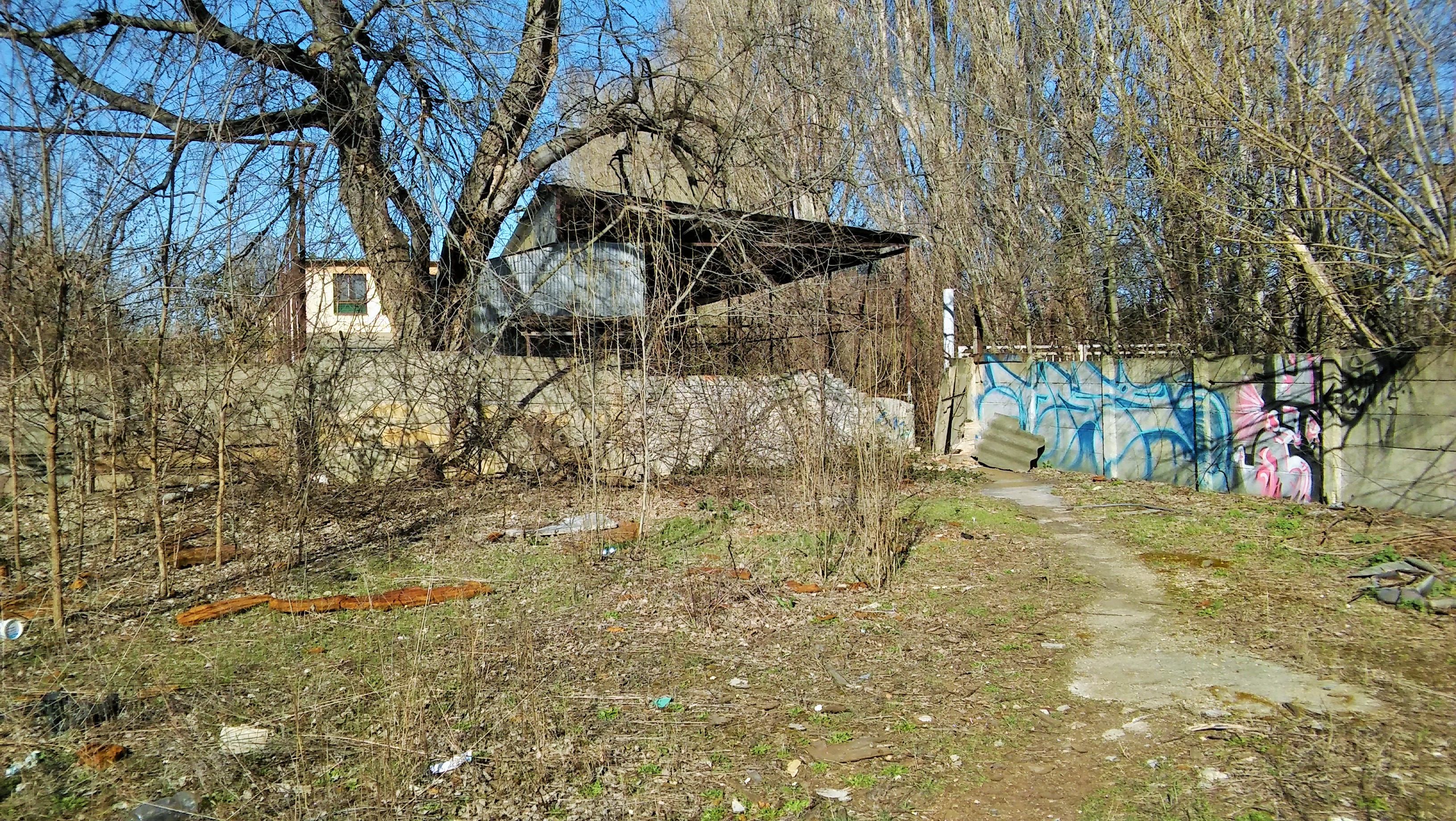
Vasút felőli kerítésrészlet
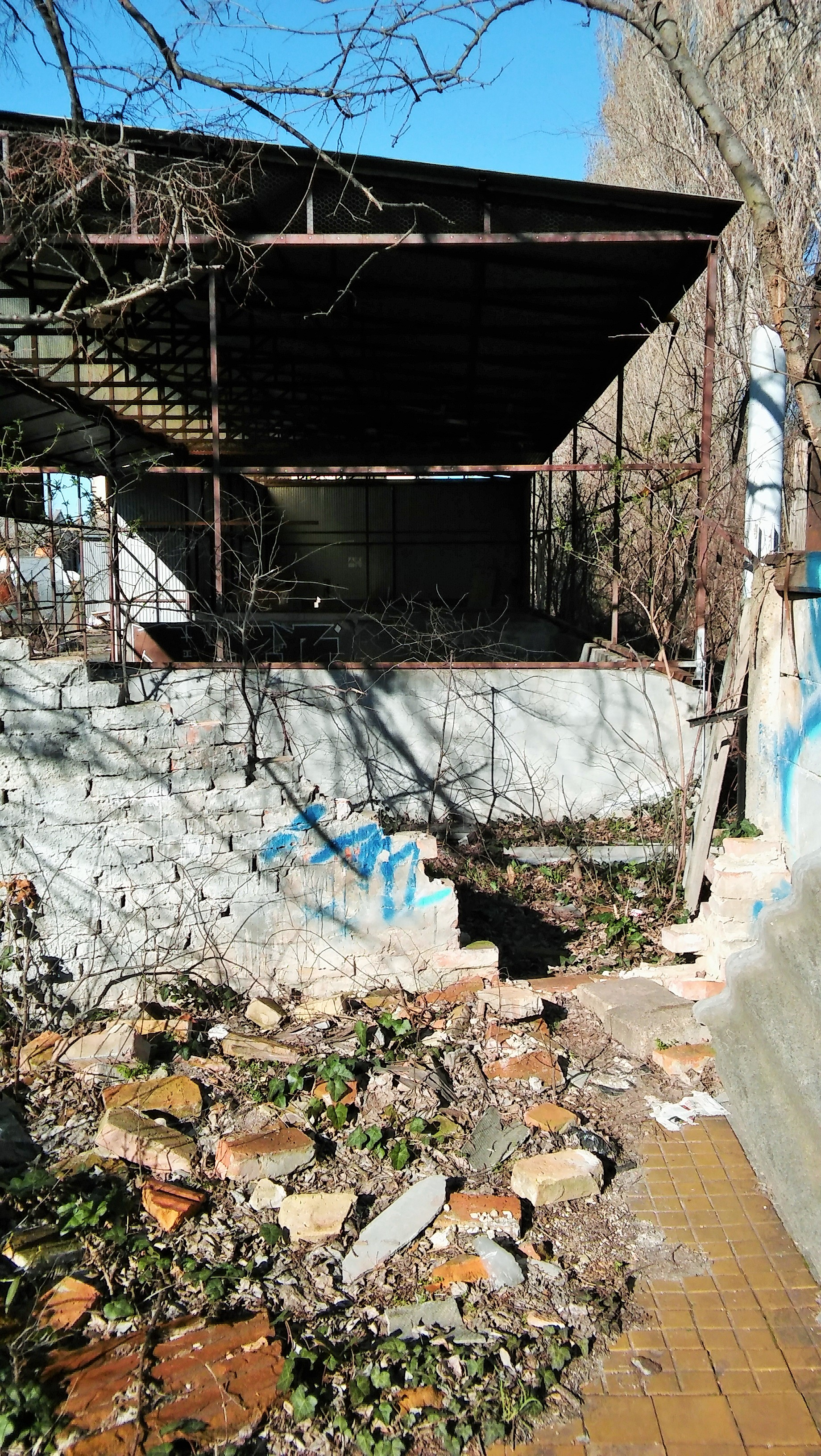
Romos csarnoképület
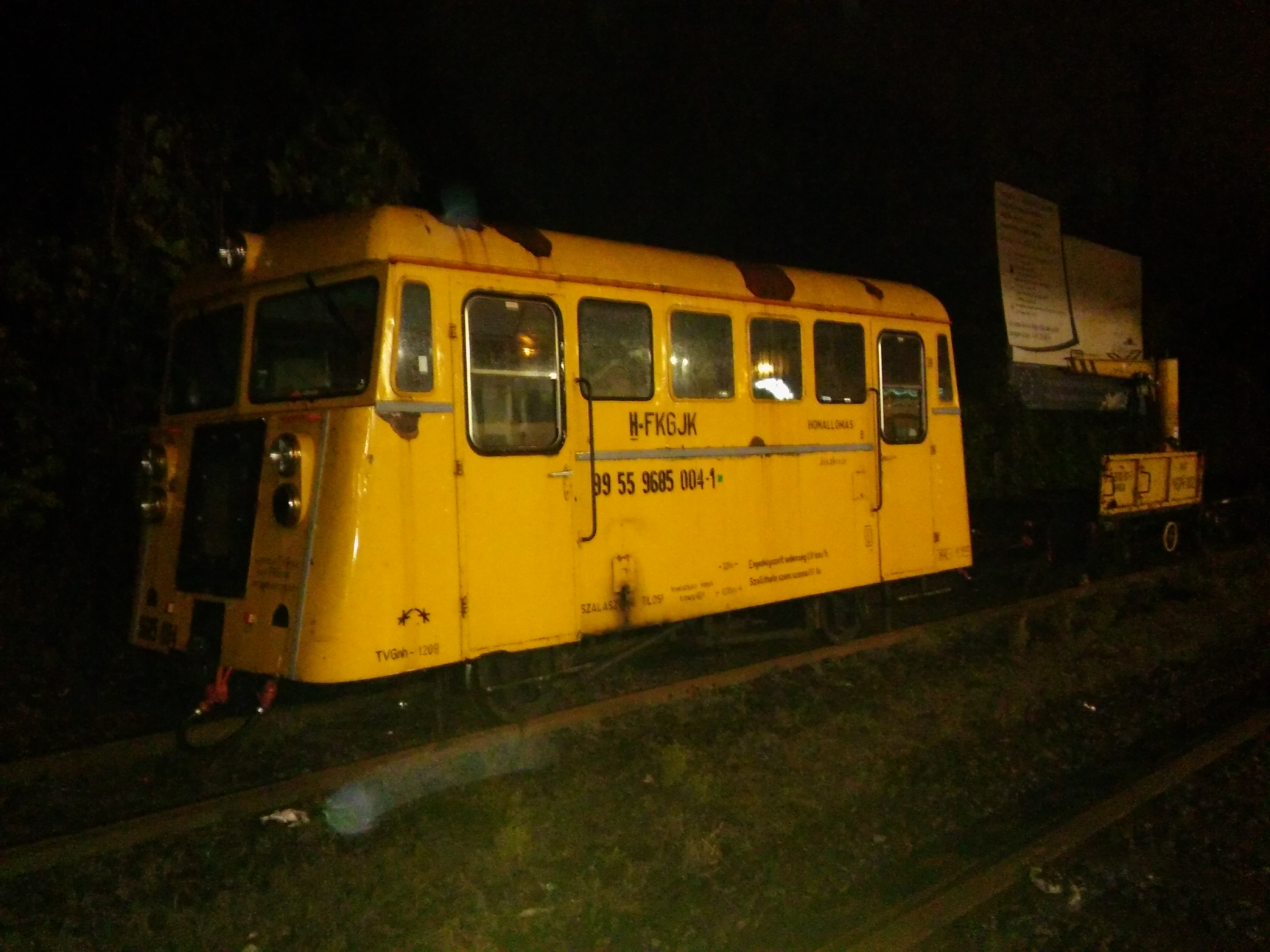
TVG vasúti jármű Pestszentlőrinc vasútállomáson
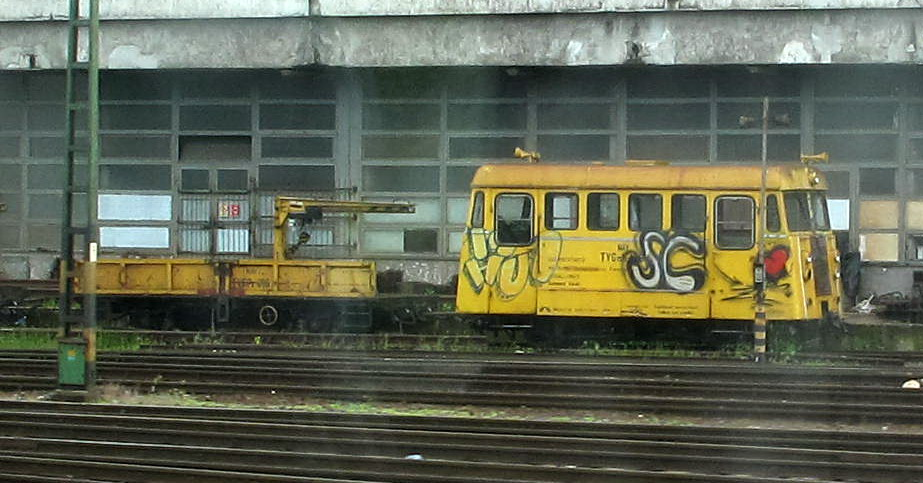
TVG vasúti jármű a Keleti pályaudvaron
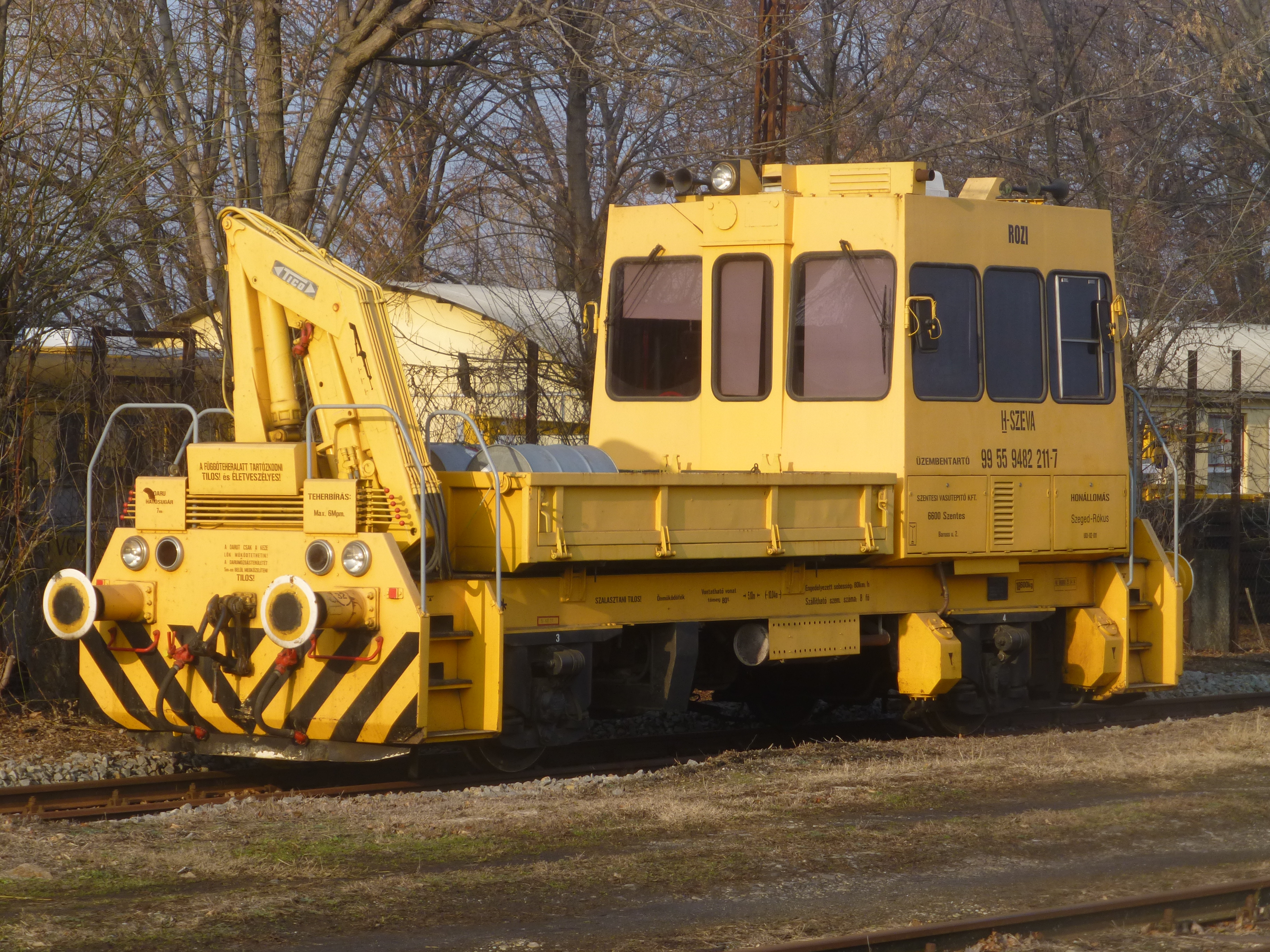
UDJ vasúti jármű Szeged-Rókus vasútállomáson
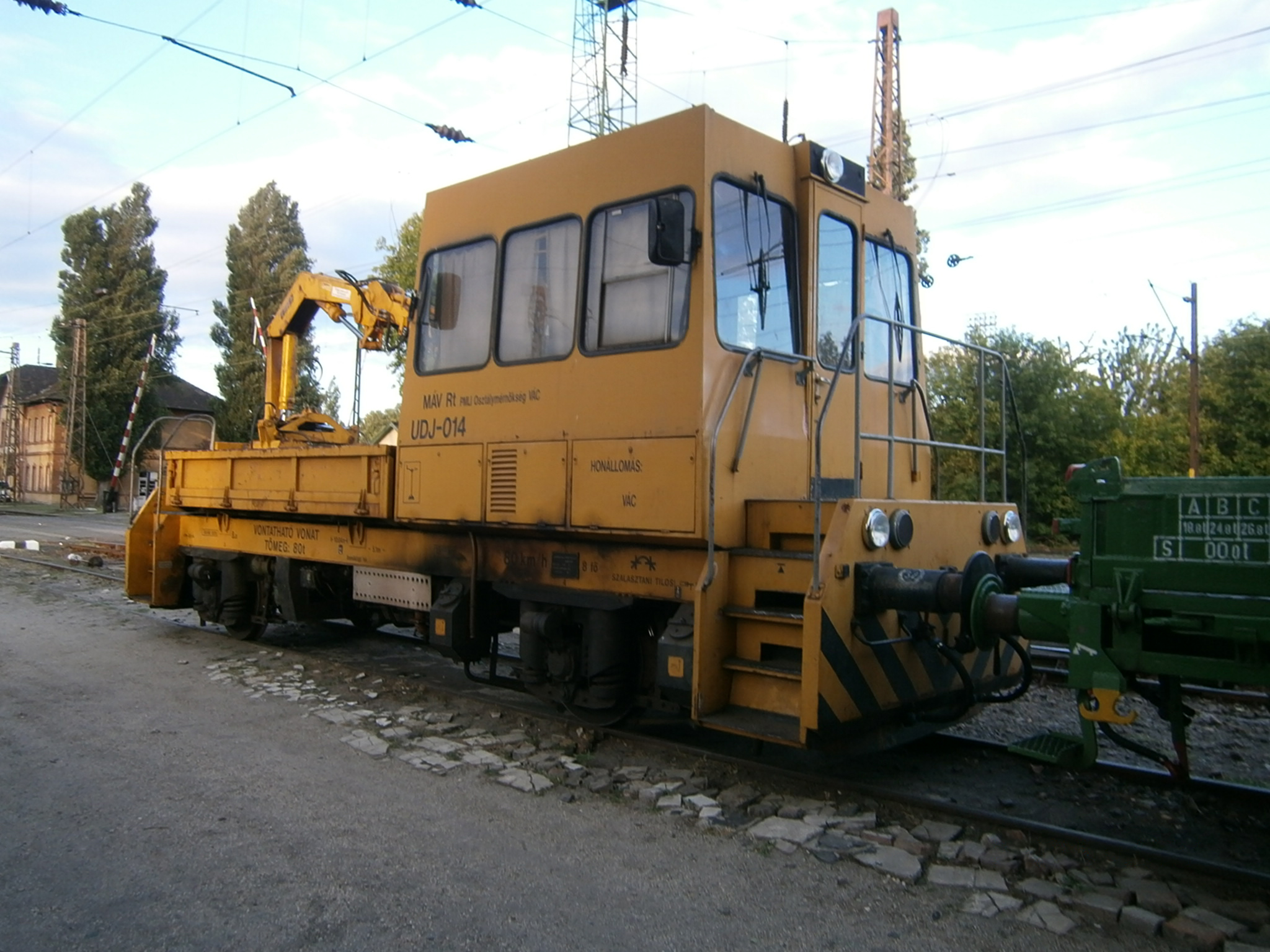
UDJ vasúti jármű Rákosrendező vasútállomáson